# Clytra nigrocincta
Clytra nigrocincta  (лат.) — вид листоедов (Chrysomelidae) из подсемейства клитрины (Clytrinae). Встречается на востоке Турции, в Сирии, Ираке, Закавказье и в северной части Ирана.